# KM2000
A KM2000 (em alemão: Kampfmesser 2000, literalmente "faca de combate 2000") é a faca de combate padrão do Bundeswehr alemão, usada principalmente pelo exército alemão; com a designação KM 2000-BW. A faca é fabricada na Alemanha pela empresa Eickhorn-Solingen (também conhecida como "Original Eickhorn").

## Origem
Em 2001, o Escritório Federal de Tecnologia de Defesa e Compras (Bundesamt für Wehrtechnik und Beschaffung, BWB) anunciou uma nova faca de combate para substituir a faca de campanha lançada em 1968, a Bundeswehrkampfmesser. A Eickhorn-Solingen Ltd. recebeu o contrato de produção, a qual ocorre de acordo com as diretrizes de qualidade da OTAN (Número de Inventario da OTAN 1095-12-355 6742).

## Características
A faca consiste em apenas dois componentes. A lâmina tantō de aproximadamente 172mm de comprimento é feita de aço inoxidável 440A (número do material 1.4110) e tem uma espessura contínua de cerca de 5mm e uma borda serrilhada parcial na metade inferior. Desde 2008 também existe um modelo sucessor com uma lâmina de ponta de lança (KM 3000). Desde o número de série "A 0001“, a Eickhorn vem aprimorando continuamente o aço da KM 2000.
O cabo tem formato simétrico para que a faca possa ser usada por destros e canhotos. O punho é feito de PA6 reforçado com fibra de vidro (PRFV) e possui um apoio para o polegar com nervuras na frente. A espiga emerge da extremidade da alça para servir como um quebra-vidro no pomo. Não é possível utilizá-lo como cortador de arame, em conjunto com a bainha como na baioneta AK. A faca pesa cerca de 320g e tem um comprimento total de cerca de 305mm.
Existe uma variante (pré-produção de baixo volume) com um cabo semelhante ao da Advanced Combat Knife (A.C.K.).

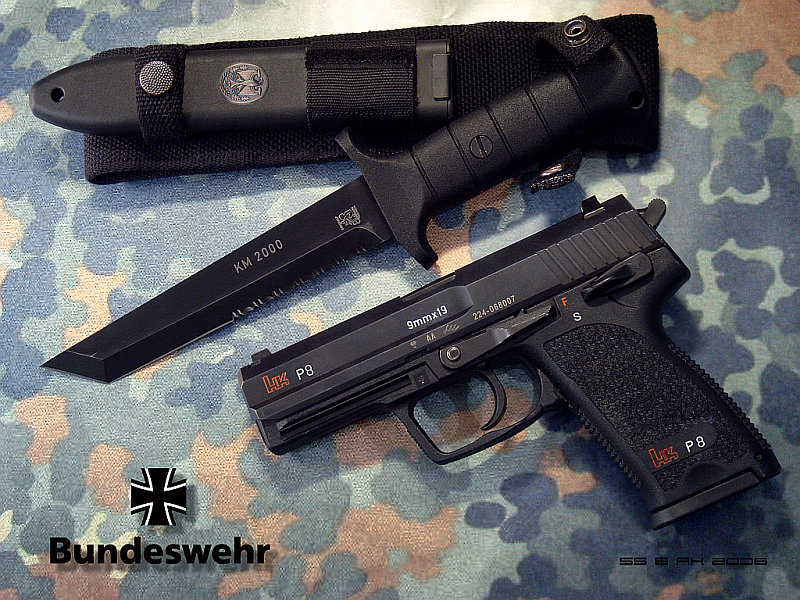
Um KM2000 e um H&K P8 sobre uma camuflagem Flecktarn.

O suporte é composto por duas partes, a bainha e o elemento de transporte, sendo que a bainha, assim como a alça, é feita de PRFV. Possui uma mola interna que evita que a faca caia. Uma almofada de afiação é colada na parte externa da bainha. O elemento de transporte é usado para prender a bainha e a faca ao colete ou cinto de combate e é feito de tecido Cordura. A bainha e o elemento de transporte são conectados entre si com um fecho de pressão e um fecho de velcro e pesam 525g com a faca. A bainha para o KM2000 é giratória e inclui um adaptador para permitir que seja montada no sistema de suporte de carga MOLLE/PALS.

Com base na popularidade do desenho, a Eickhorn desenvolveu a linha introduzindo muitas variações na forma, material usado e cores. Revisões posteriores do KM2000 (a partir de 2008) usam uma liga de aço inoxidável diferente com melhores propriedades de retenção de borda, X105CrMo17 ou 1,4125 (440C) Böhler N695 (HRC 57). Além disso, a Eickhorn introduziu várias novas variantes, como o KM1000 sem revestimento de lâmina e o KM3000 com uma lâmina de ponta de lança em vez do ponto de tanto ocidentalizado do KM2000. Os dois últimos também estão sendo produzidos com punhos e bainhas cor de areia destinados a ambientes desérticos como o Afeganistão. A versão mais recente da KM2000 com lâmina de aço Bohler N695 aprimorada também possui variantes para ambiente desértico e é denominada faca Desert Command I, o mesmo vale para a KM3000 também. Além da bainha de poliamida dura, uma bainha de couro especial está disponível na Eickhorn. Modelos diferentes da KM2000 também são introduzidos pela Eickhorn, como a Para-Commando, KM5000, faca FS etc. A maioria dessas variações não são realmente emitidas no exército alemão. A versão mais recente da KM2000 modificou a ponta para maior resistência e estabilidade ao empurrar e abrir janelas e contêineres. A lâmina de ambos os modelos possui duas versões, lisa e parcialmente serrilhada. As serrilhas são usadas para cortar cordas e fibras de tecido para técnicas de sobrevivência. A bainha tem uma tira de apontador de diamante usado para afiar facas em campo. A extremidade da alça tem uma ponta de quebra de vidro que é na verdade a ponta da lâmina da faca. A extremidade da alça também possui um orifício para cordão. A bainha é compatível com colete militar MOLLE e IDZ.

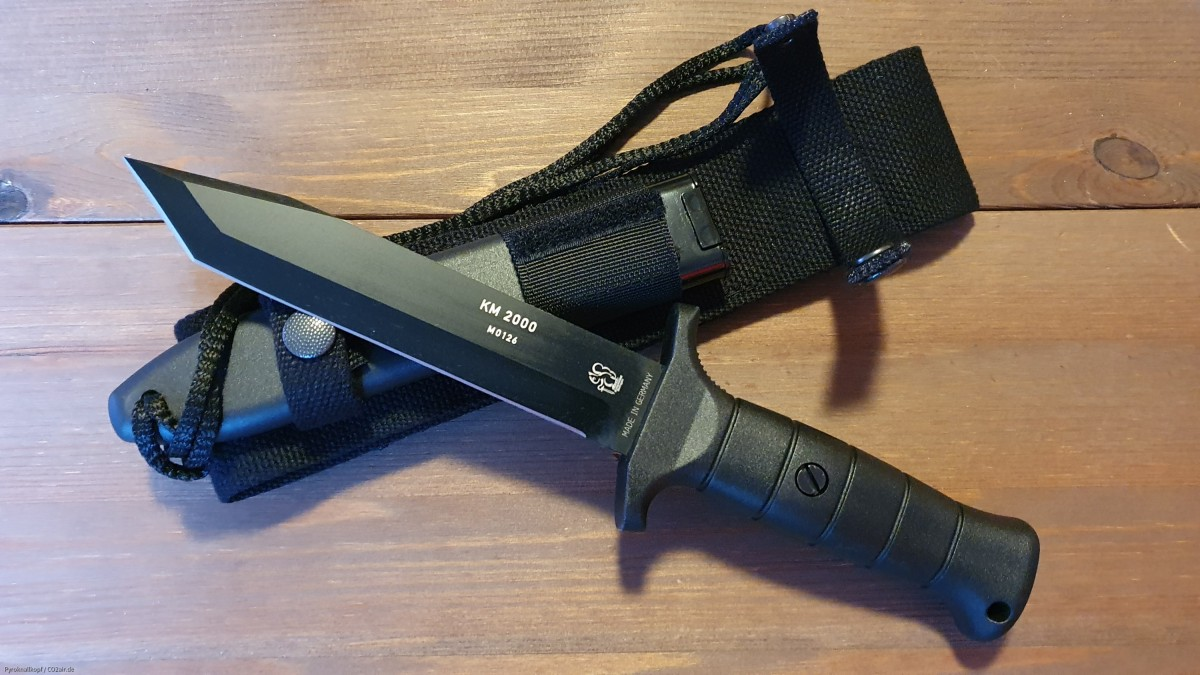
Versão lisa da KM 2000 (sem borda serrilhada) com ponta tantō modificada, feita de aço Böhler (N695).
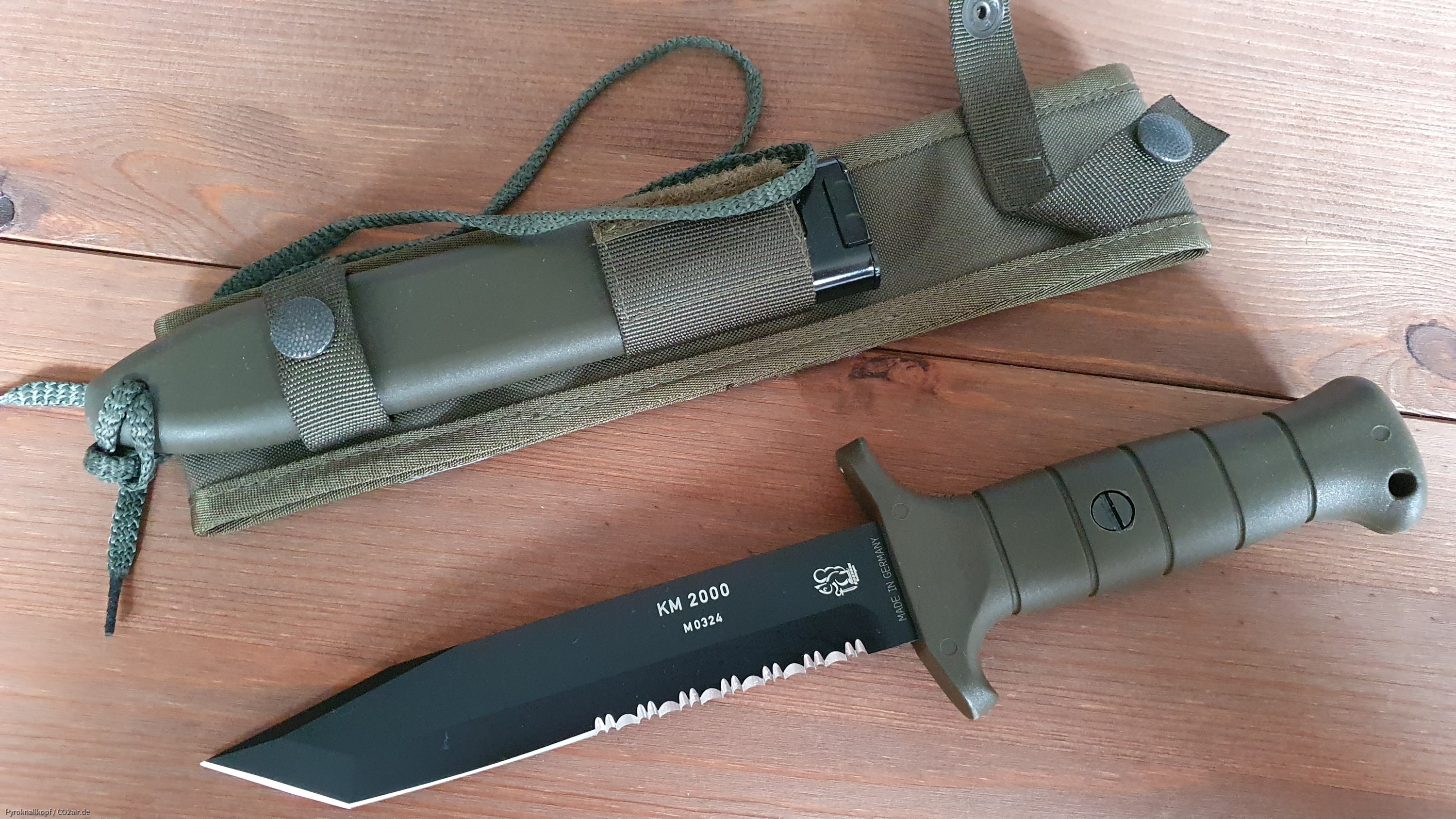
Versão da KM 2000 com ponta tantō modificada e borda serrilhada na cor oliva.
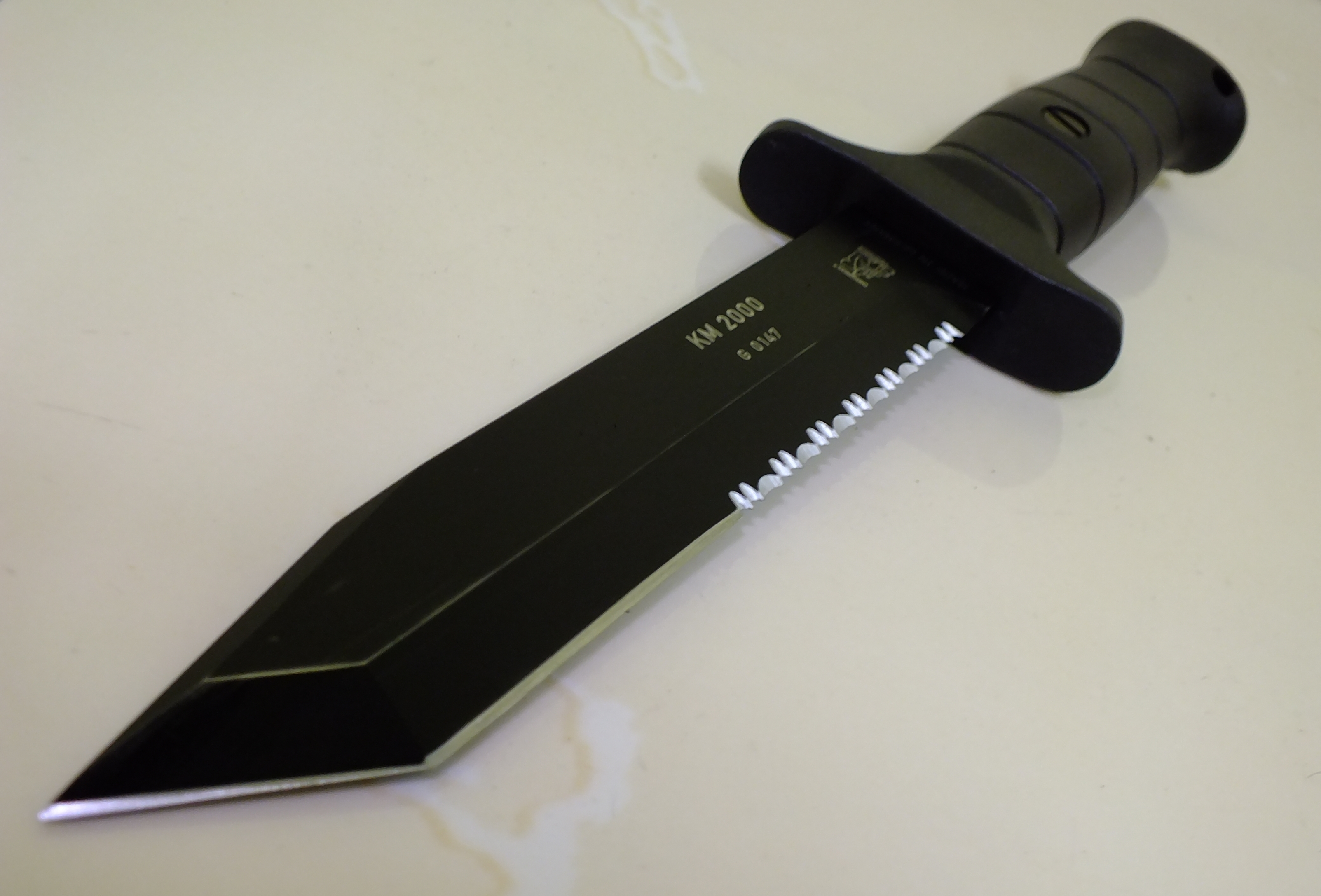
Novo modelo de KM2000 com ponta tantō modificada.
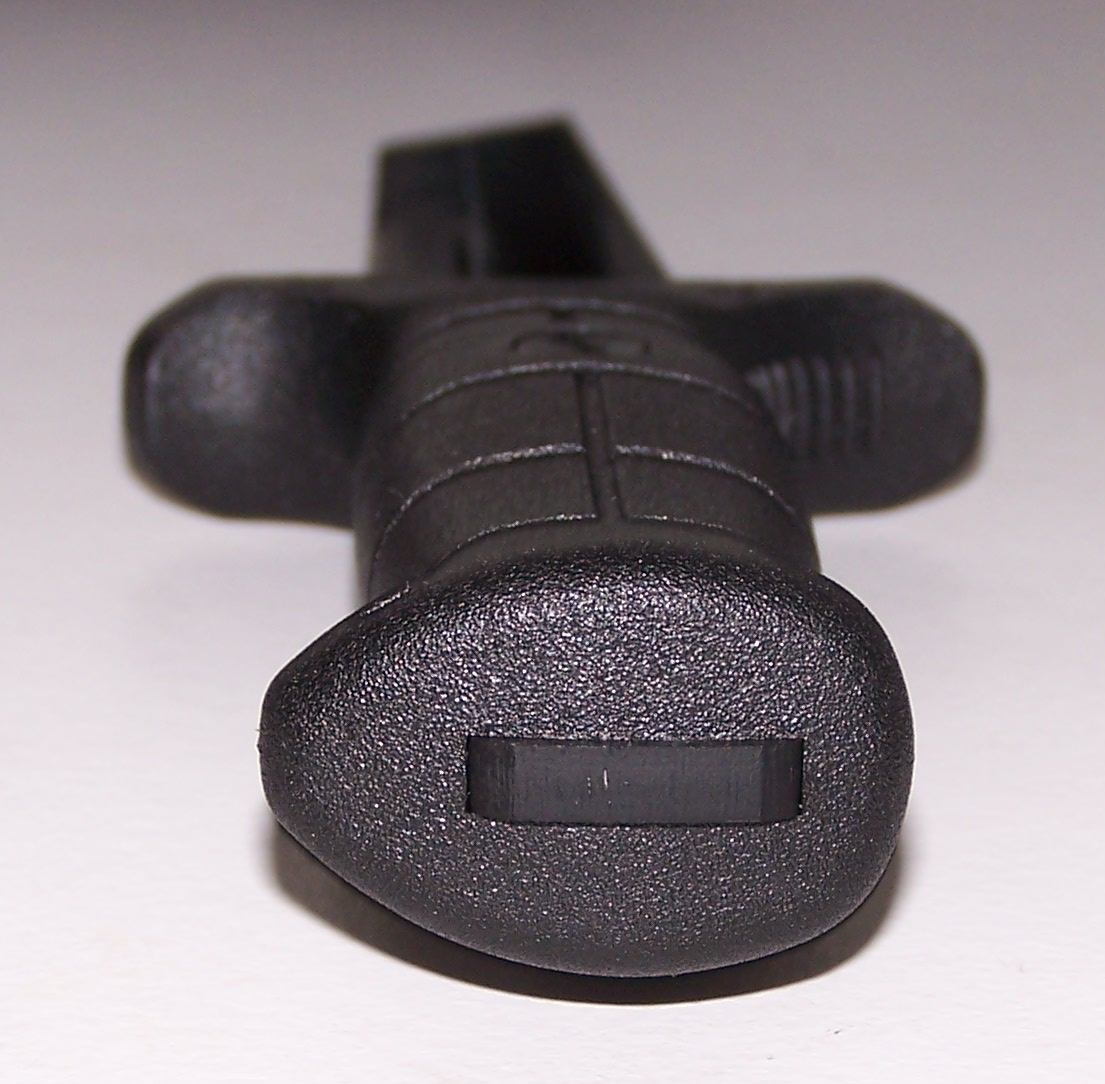
Pomo do punho da KM 2000 em forma de quebra-vidro.